# Esserts-Blay
Esserts-Blay település Franciaországban, Savoie megyében. Lakosainak száma 758 fő (2022. január 1.). Esserts-Blay Albertville, La Bâthie, Grignon, Monthion, Saint-Paul-sur-Isère és Tours-en-Savoie községekkel határos.

## Népesség
A település népességének változása:
| Lakosok száma | 785  | 806  | 822  | 809  | 792  | 782  | 771  | 765  | 758  |
|               | 2013 | 2015 | 2016 | 2017 | 2018 | 2019 | 2020 | 2021 | 2022 |